# Ichneumon ambulatorius
Ichneumon ambulatorius là một loài tò vò trong họ Ichneumonidae.